# Нгалейма

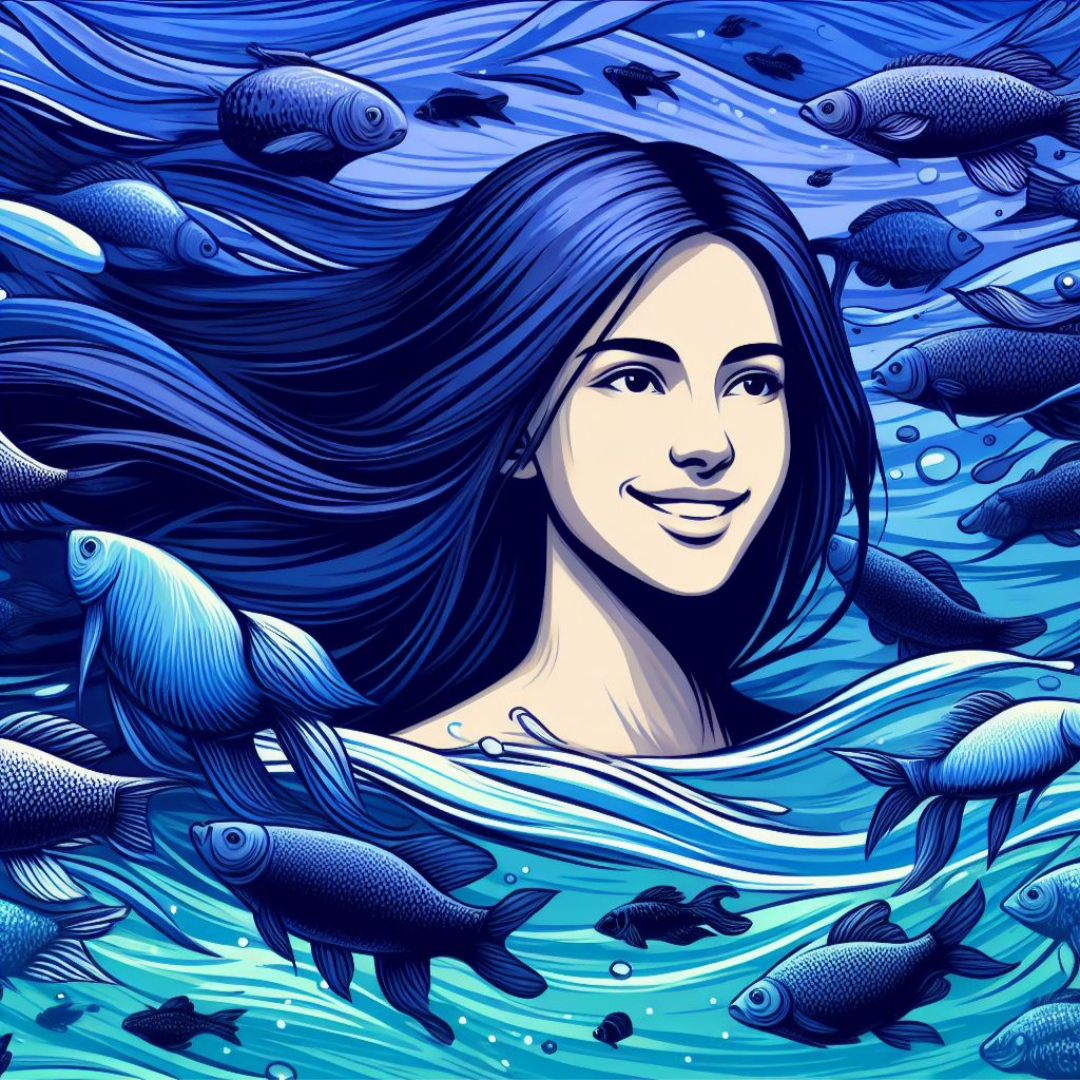
Нгалейма

Лемлей Нгалейма або Нгарейма — богиня та божественне жіноче уособлення риб і водного життя в міфології та релігії Мейтей (санамахізм) Стародавнього Маніпуру (Античний Канглейпак). Вона є сестрою (або подругою) богинь Фуойбі, Тумлейми та Ерейми (Ірейми).

## Етимологія
Жіноче ім'я мейтей «Нгалейма» складається з двох слів. Два слова — «Нга» та «Лейма». «Нга» має кілька значень. Це може означати нахилятися або схил. Це означає рибу у формі іменника. Тут слово «Нга» означає «риба». Слово «Лейма» означає королева, коханка або дама.

## Міфи
Менструальна кров, чару (сіно, висушені рисові стебла), хентак (їстівна рибна паста), сумджіт (мітла) вважаються нечестивими для богині Нгалейми. Отже, якщо відбувається несприятливе потрапляння риби в рибальські сітки, то на місці, особливо на плавучій дамбі, дуже підозрюють наявність жінки у якої на той час менструація. Іншими підозрілими причинами є те, що люди з ревнощів скидають у місце чару (сіно, сушені стебла рису) або хентак (їстівна рибна паста) чи самджит (мітла).

## Асоціація з іншими божествами
Богиня Нгалейма (Нгарейма) вважається одним із божественних проявів Леймарел (Леймалель), верховної богині-землі. Кажуть, що Леймалель стає Нгалеймою, коли перебуває на рибному дворі.

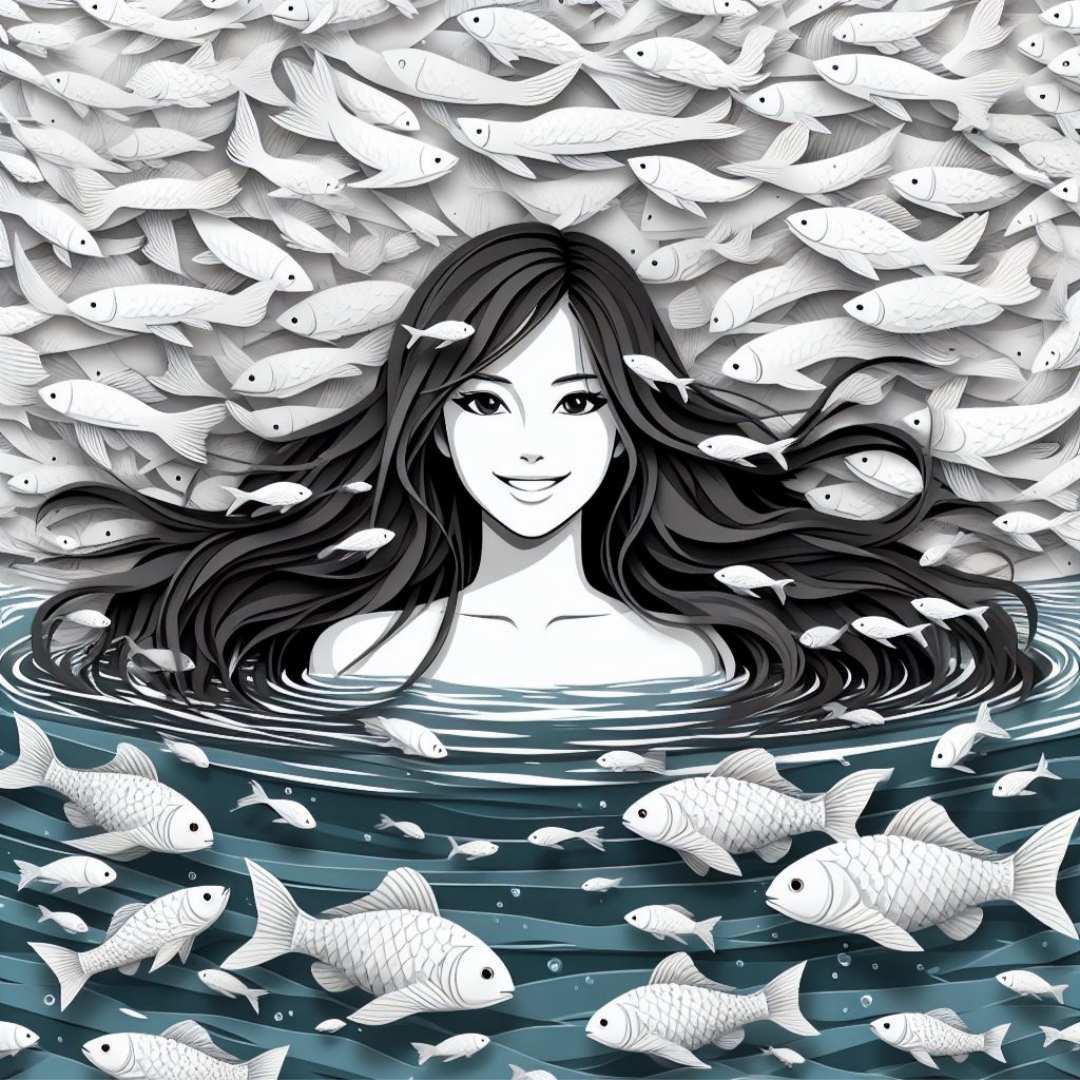
Нгалейма

## У масовій культурі
- Фу-ойбі, богиня рису — це опера-балада 2009 року у виконанні ансамблю Laihui Ensemble . Він заснований на історії богині та її сестри Фуоібі .[9][10]
- Phouoibi Shayon — міфологічний фільм Маніпурі 2017 року, заснований на історії богині та її сестри Phouoibi .[11][12][13]

## Інші веб-сайти
- Ngaleima_archive.org